# Bruguiera
Bruguiera és un gènere de plantes amb flor de la família Rhizophoraceae.

## Característiques
Són arbres tropicals menuts, sovint halòfits, que viuen en zones d'aiguamolls i manglars.

## Taxonomia
N'hi ha 32 espècies,; cal destacar:
- Bruguiera arnottiana
- Bruguiera australis
- Bruguiera candel
- Bruguiera capensis
- Bruguiera caryophyllaeoides
- Bruguiera caryophylloides
- Bruguiera conjugata
- Bruguiera cylindrica
- Bruguiera decandra
- Bruguiera decangulata
- Bruguiera eriopetala
- Bruguiera exaristata
- Bruguiera gymnorrhiza
- Bruguiera hainesii
- Bruguiera littorea
- Bruguiera madagascariensis
- Bruguiera malabarica
- Bruguiera nemorosa
- Bruguiera nubicola
- Bruguiera obtusa
- Bruguiera oxyphylla
- Bruguiera parietosa
- Bruguiera parviflora
- Bruguiera rheedii
- Bruguiera ritchiei
- Bruguiera rumphii
- Bruguiera sexangula
- Bruguiera sexangularis
- Bruguiera timoriensis
- Bruguiera wightii
- Bruguiera zippelii